# Notte stellata sul Rodano
Notte stellata sul Rodano è un dipinto del pittore olandese Vincent van Gogh, realizzato nel 1888 e conservato al Musée d'Orsay di Parigi.  

## Storia
Durante il soggiorno arlesiano Vincent van Gogh si cimentò numerose volte nella rappresentazione di vedute notturne en plein air. Lo stesso van Gogh non faceva mistero di come subisse inesorabilmente l'ancestrale fascino emanato dal firmamento stellato: 
(Vincent van Gogh)
«Mi occorre una notte stellata con dei cipressi o, forse, sopra un campo di grano maturo» - avrebbe poi confidato Vincent al fratello Théo. Van Gogh, poi, tornò sull'argomento degli «effetti di notte», anche in alcune missive indirizzate al pittore Émile Bernard («Quando mai riuscirò a dipingere un Cielo stellato, un quadro che, da sempre, occupa i miei pensieri») e alla sorella Wilhelmina («Spesso, ho l'impressione che la notte sia più ricca di colori se paragonata al giorno»).

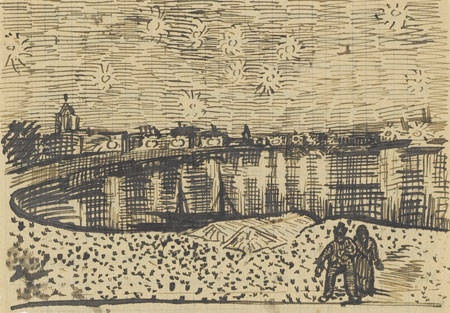
Riproduzione grafica della Notte stellata sul Rodano, inframezzata al testo di una lettera del 1888, indirizzata ad Eugène Boch

Van Gogh risolse questa problematica estetica dipingendo Terrazza del caffè la sera, Place du Forum, Arles e la Notte stellata sul Rodano. Nonostante Vincent fosse affascinato da quella «mentalizzazione della pittura che abbandona la realtà per amore dell'effetto immanente del dipinto», come osserva il Metzger, la Notte stellata sul Rodano è stata eseguita rigorosamente en plein air, con l'aiuto della flebile luce, emanata da alcune candele allineate lungo la tesa del suo cappello di paglia.
La datazione dell'opera è nota grazie alle lettere che Van Gogh scrisse al fratello Theo il 26, 27 e 28 settembre 1888: Van Gogh dipinse il quadro il 26 o il 27 settembre 1888, attorno alle 22.30 come si evince dalla posizione delle stelle.
L'astrofisico italiano Gianluca Masi, partendo dalla specifica disposizione astrale raffigurata nell'opera, ha avanzato un'ipotesi di gestazione del dipinto:
(Gianluca Masi)
È necessario specificare che quando Vincent van Gogh dipinse questo quadro, sistemò il suo cavalletto sulle rive del Rodano vicino alla sua casa situata a Piazza Lamartine ad Arles. Da questa posizione vedeva la città in direzione sud-ovest, ma l'Orsa maggiore non è mai visibile in questa direzione perché è una costellazione circumpolare a questa latitudine. Egli invece aveva la costellazione di spalle, ciò significa che scelse di creare un assemblaggio tra il piano terrestre e quello celeste.

## Descrizione
Van Gogh, in quest'opera, sembra rispondere indirettamente a una celebre frase del filosofo tedesco Immanuel Kant:
(Immanuel Kant, Critica della ragion pratica)

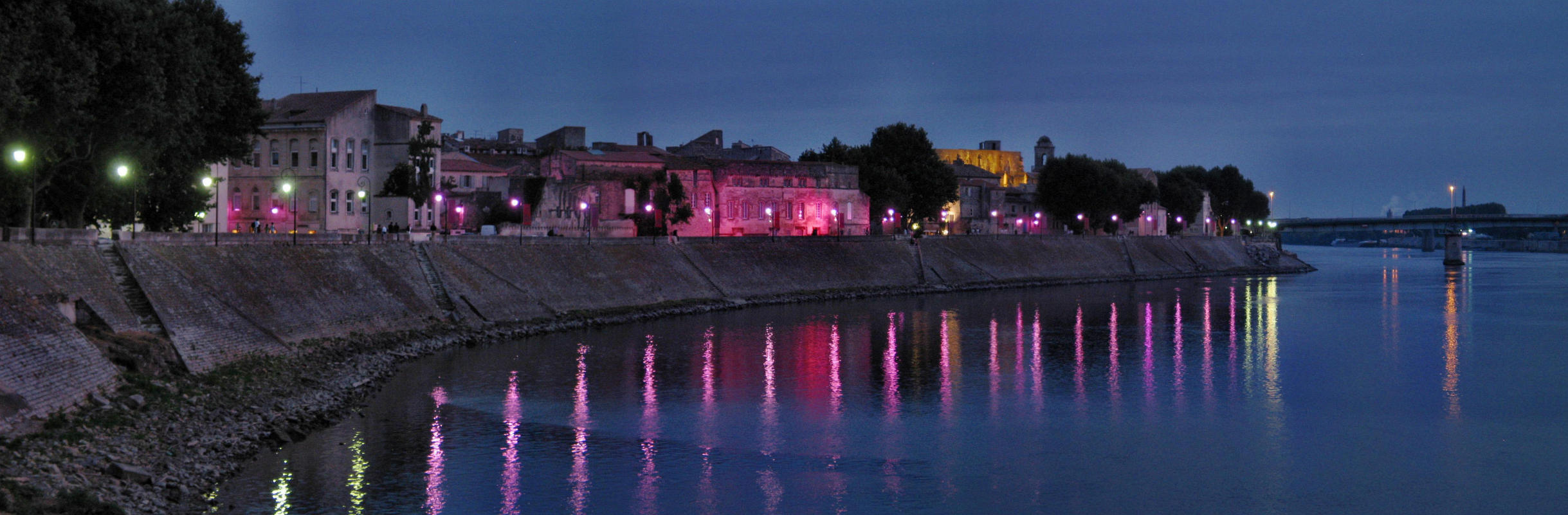
Il lungofiume di Arles fotografato nel 2008

Di seguito, invece, si fornisce la descrizione che Vincent van Gogh fornì dell'opera, come di consueto in una lettera indirizzata al fratello Théo:
(Vincent van Gogh)
Anche van Gogh, come si è già detto, sentì con vivo trasporto la fascinazione del cielo notturno, e lo immortalò in diverse opere, come in questa Notte stellata sul Rodano, oggi esposta al museo d'Orsay di Parigi, e nel più tardo e celebre capolavoro del Museum of Modern Art di New York, Notte stellata. Questa tela, infatti, concede un'ampia rilevanza alla magnifica visione del cielo notturno, reso con una sensibilità quasi romantica: quella fede e quel sentimento che il Positivismo aveva condannato e bandito, declassando gli astri a meri oggetti di indagine scientifica, nella Notte stellata sul Rodano riaffiorano in maniera particolarmente misteriosa ed affascinante. Nel dipinto quest'idillio notturno avvolge anche due innamorati, visibili in basso, oltre che le città addormentate di Arles e Trinquetaille (a destra sono visibili le torri di Saint-Julien and Saint-Trophime).
Facendo ricorso all'intera tastiera atmosferica del Romanticismo, in quest'opera van Gogh coglie «l'universo [che] riposa nella luminosità tranquilla di una luce naturale e scintillante» (Metzger): il cielo appare infatti rischiarato da una moltitudine di stelle, che brillando si riflettono sui flutti del Rodano, visibile in basso. Alla naturalezza degli astri, poi, fa da contrappunto l'artificialità dei lampioni a gas del lungofiume di Arles, che vomitano sulle acque appena increspate del fiume dei fasci luminosi fuggevolissimi ma violenti: è la volta celeste, tuttavia, la vera protagonista del dipinto, con la matassa stellare che si dipana come una costellazione di pietre preziose. Nell'opera, inoltre, van Gogh utilizza una sola tinta e la sviluppa in tutte le sue possibili sfumature, orchestrando una raffinata sinfonia di blu di Prussia, blu oltremare e cobalto, in maniera analoga ad un musicista che rielabora più volte il medesimo tema musicale per enfatizzarne le qualità espressive.